# Rest (dezambiguizare)
Restul reprezintă cantitatea rămasă în urma unei operații.
În vorbirea uzuală, restul poate însemna cantitatea rămasa în urma unei scăderi (aceeași cantitate ca diferența), un exemplu fiind expresia "Dă-mi 10 lei și păstrează restul!".
În aritmetică (vezi Rest (matematică)), restul este întregul rămas în urma împărțirii unui întreg cu altul pentru producerea unui cât. În algebra polinoamelor, restul este polinomul râmas în urma împărțirii unui polinom cu altul. Operația modulo este cea care produce un rest atunci cand primeste un numărător și un numitor. Acest tip de rest este adesea folosit și în programare.